# Athyrium mongolicum
Athyrium mongolicum là một loài thực vật có mạch trong họ Woodsiaceae. Loài này được (Franch.) Diels miêu tả khoa học đầu tiên năm 1899.